# (17398) 1982 UR2
A (17398) 1982 UR2 a Naprendszer kisbolygóövében található aszteroida. Gregory Scott Aldering fedezte fel 1982. október 20-án.